# Menonvillea minima
Menonvillea minima är en korsblommig växtart som beskrevs av Reed Clark Rollins. Menonvillea minima ingår i släktet Menonvillea och familjen korsblommiga växter. Inga underarter finns listade i Catalogue of Life.